# Витік р. Утка
Ви́тік р. У́тка — гідрологічна пам'ятка природи місцевого значення в Україні. Об'єкт природно-заповідного фонду Хмельницької області. 
Розташована в межах Шепетівського району Хмельницької області, на північ від села Климентовичі. 
Площа 20 га. Статус присвоєно згідно з рішенням сесії обласної ради народних депутатів від 17.12.1993 року № 3. Перебуває у віданні ДП «Славутський лісгосп» (лісництво Кряжова Буда, кв. 32, вид. 8). 
Статус присвоєно для збереження частини лісового масиву, в якій переважають насадження берези. Заказник розташований на перезволожених та заболочених місцях, де формується витік річки Утка.